# Tmarus stolzmanni
Tmarus stolzmanni là một loài nhện trong họ Thomisidae.
Loài này thuộc chi Tmarus. Tmarus stolzmanni được Eugen von Keyserling miêu tả năm 1880.